# Rua do Catete

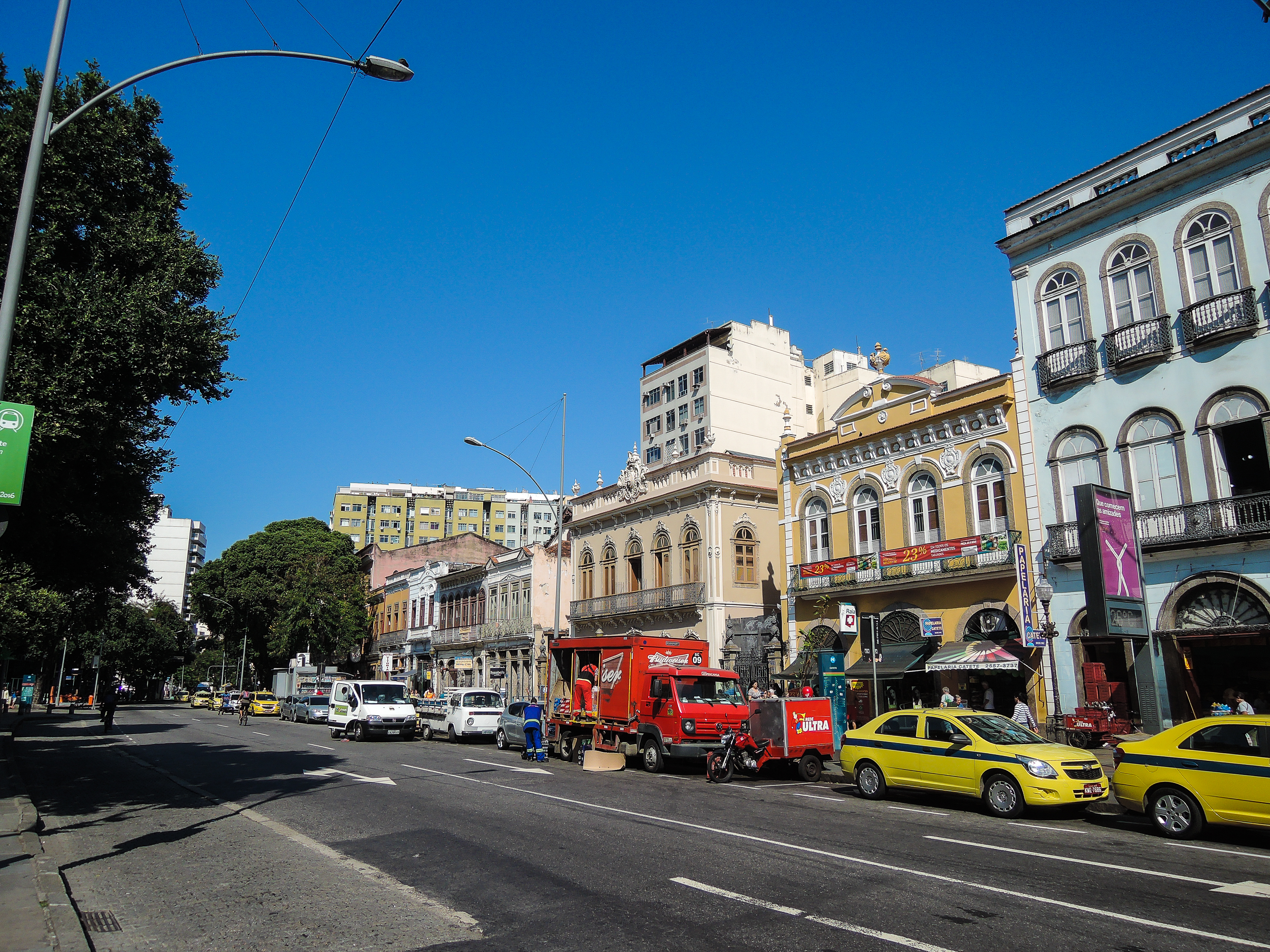
Rue du Catete

La Rua do Catete est une voie de Rio de Janeiro

## Situation et accès
Elle est située dans les quartiers de Glória et Catete. 

## Origine du nom
Elle tire son origine du Caminho do Catete, qui existait avant l'arrivée des Portugais et des Français à Rio de Janeiro au XVIe siècle.

Le nom « catete » vient de la langue tupi et signifie « véritable eau de la forêt », grâce à la combinaison des termes ka'a (« forêt »), eté (« vraie ») et ty (« eau »),.

## Historique
D'anciens rapports décrivant les batailles entre Portugais et Français (les Français combattirent avec l'aide des Indiens Tamoios) font déjà référence à Catete. L'endroit était habité par des Indiens du village Uruçumirim ( Uruçu = Abeille ; Mirim = petit).
Sous le gouvernement d'Antônio Salema, un pont (le premier de la ville) fut construit sur la rivière Carioca à la hauteur de l'actuelle Praça José de Alencar - Ponte do Catete. Le Caminho do Catete continue jusqu'à la plage de Botafogo.
Le long de ce qui s'appelait alors Caminho do Catete, il y avait un bras du Rio Carioca, le Rio Catete, qui était parallèle au chemin. Cette rivière se jetait dans la plage do Russel, à Glória, où se trouve aujourd'hui la Rua do Russel. La rivière Catete fut bientôt comblée, tandis que la Praia do Russel fut comblée lors de la construction de l'Avenida Beira-Mar, au début du XXe siècle.
À partir du XVIIIe siècle, plusieurs fermes s'établissent le long du chemin, ainsi que quelques poteries. Au fur et à mesure que la ville se développait, quelques demeures étaient établies le long de la route, qui allait s'appeler Estrada do Catete.
Avec l'arrivée de Dom João VI au Brésil, plusieurs maisons et manoirs de la ville furent réquisitionnés pour loger des nobles portugais. La Chácara de Botafogo a été offerte à la princesse Carlota Joaquina de Bourbon par José Augusto Fernandes, fils du diamantaire João Fernandes et Chica da Silva. La princesse y établit sa demeure, ce qui accroît considérablement la valeur de la région.
Dès lors, plusieurs maisons et hôtels particuliers seront construits sur la route, qui deviendra progressivement une rue.
Avec l'avènement de la République, cette rue devint le siège du gouvernement fédéral, au Palais du Catete.